# Melchisedec I
Melchisedec I (in georgiano მელქისედეკ I?; ... – 1033) fu il primate della Chiesa ortodossa georgiana che per primo assunse il titolo di Catholicos Patriarca di tutta la Georgia. Guidò la chiesa del paese caucasico dal 1010 al 1033, anno della sua morte. È stato canonizzato il 17 ottobre 2002.

## Biografia
A seguito della morte del catholicos Svimeon III la guida della Chiesa ortodossa georgiana fu affidata a Melchisedec. Egli esercitò il proprio potere nel periodo intercorrente tra il 1010 ed il 1033, sotto i sovrani di Georgia Bagrat III, Giorgio I e Bagrat IV. Si ritiene che l'unificazione del Regno di Georgia, realizzata da Bagrat III, sia stata tra le ragioni che condussero all'elevazione a patriarca di Melchisedec. Secondo le fonti storiche costui possedeva origini nobili.
Sotto la sua supervisione fu restaurata ed abbellita la Cattedrale di Svetitskhoveli a Mtskheta. Per questo progetto il patriarca si recò a Costantinopoli al fine di raccogliere fondi. Lì incontrò anche l'imperatore Basilio II Bulgaroctono. Tornato in patria con numerose risorse a disposizione poté dare inizio al progetto. La cattedrale fu adornata di oro, argento e pietre preziose.
Nel corso degli anni Melchisedec compì altri viaggi nell'Impero bizantino. Gli storici sostengono che proprio durante una di queste visite i patriarchi delle altre chiese ortodosse approvarono l'uso del titolo di Catholicos Patriarca da parte di Melchisedec. La sua influenza ed autorevolezza è dimostrata anche dall'ottenimento nel 1031 dell'immunità fiscale per la Chiesa. Morì nel 1033.

## Culto
Canonizzato dalla Chiesa ortodossa georgiana nel 2002, viene commemorato il 14 ottobre.